# Варухова грчка апокалипса
Варухова грчка апокалипса – (III Барух) је апокрифни текст сачуван на старогрчком језику, највероватније јеврејског порекла, али прерађен од стране хришћанина. Потиче из II века и дело је сигурно било познато Оригену. Једини рукопис грчке верзије данас се налази у Британском музеју. Апокалипса је описана као визија седам небеса показаних Варуху. Опис последња два неба је изгубљен.
Постоји и словенска верзија овог дела.